# Acer pulverulentum
Acer pulverulentum é uma espécie de árvore do gênero Acer, pertencente à família Aceraceae.